# ایستگاه راه‌آهن خیابان لایم لیورپول
ایستگاه راه‌آهن خیابان لایم لیورپول (انگلیسی: Liverpool Lime Street railway station) یکی از اصلی‌ترین و مهم‌ترین ایستگاه‌های راه‌آهن کشور انگلستان در شهر لیورپول است.
این ایستگاه که در سال ۱۹۳۶ تأسیس شده دارای ۱۰ سکو می‌باشد و از طریق خط اصلی ساحل غربی به شهر لندن متصل می‌شود.

## نگارخانه

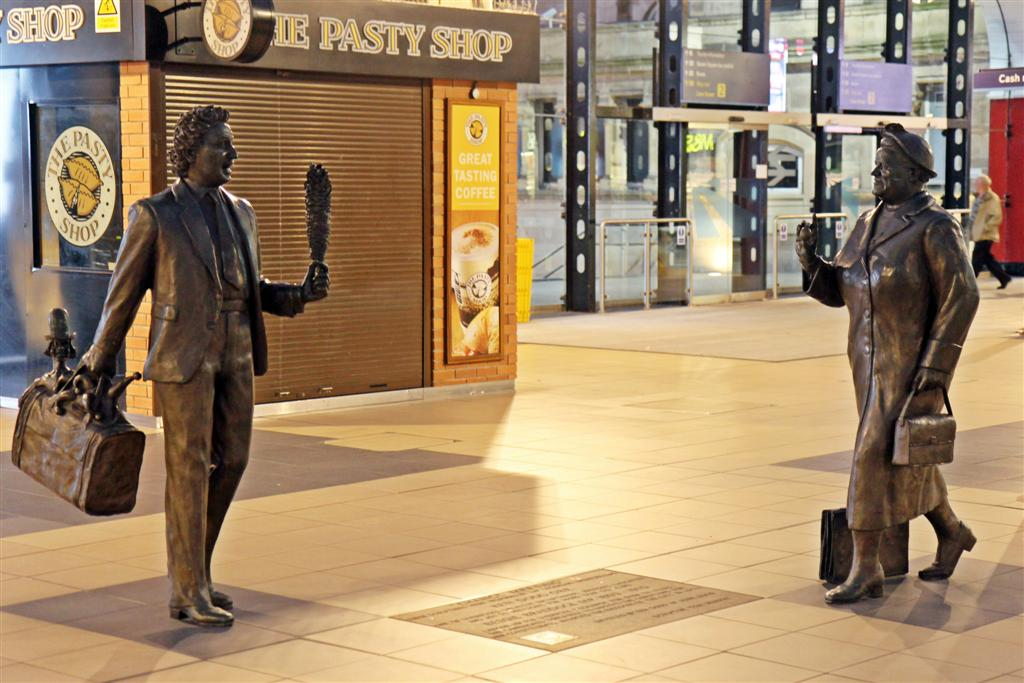
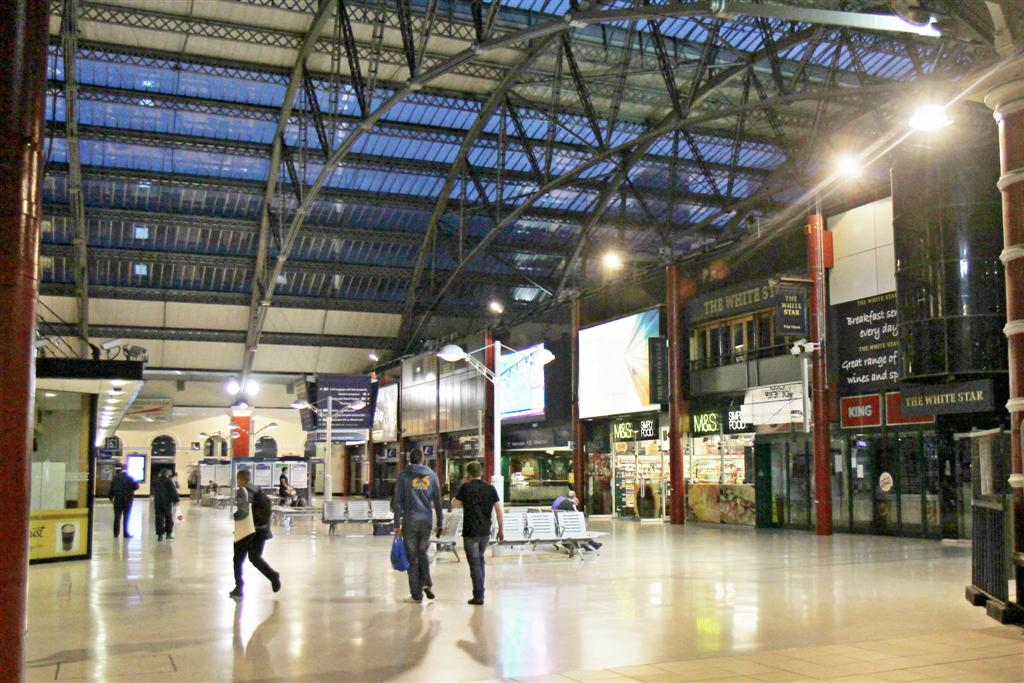
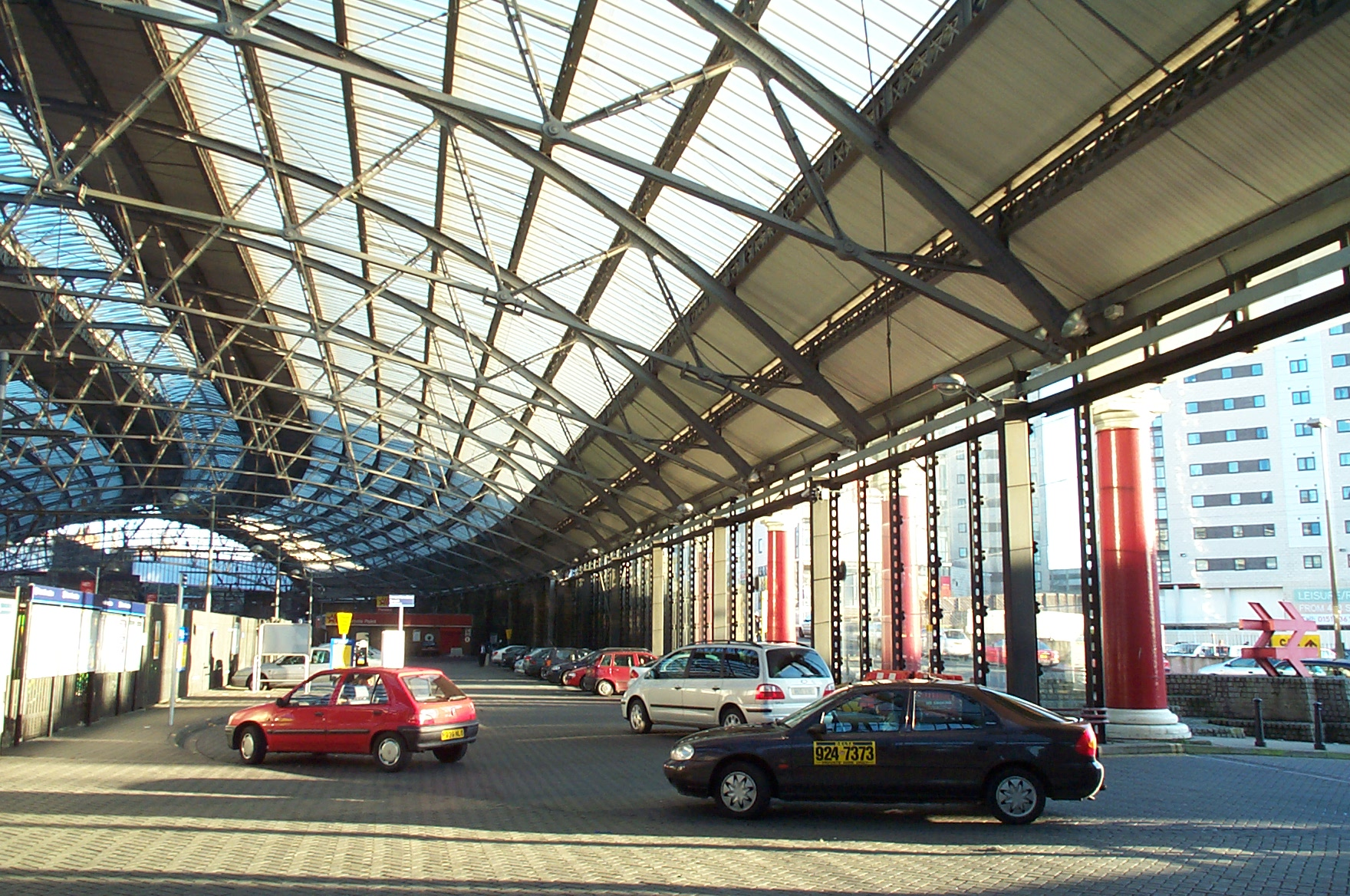
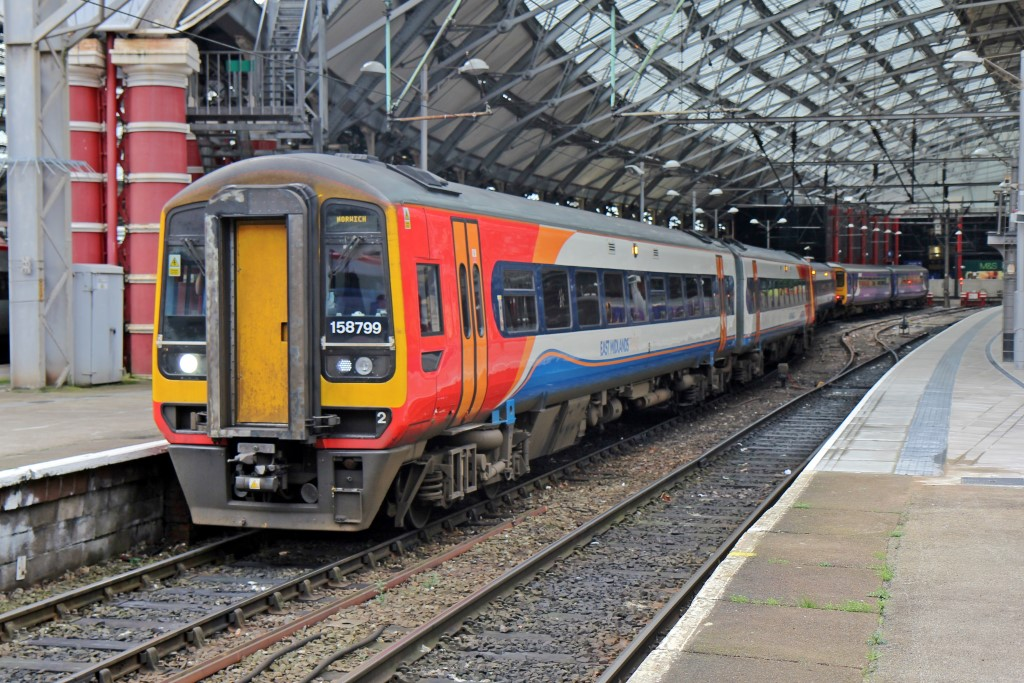
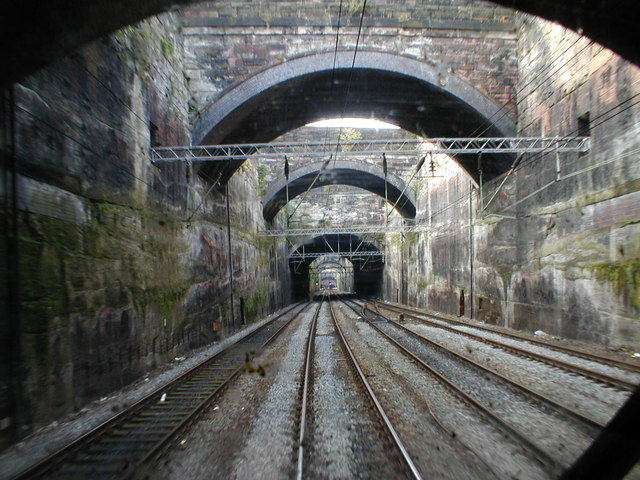
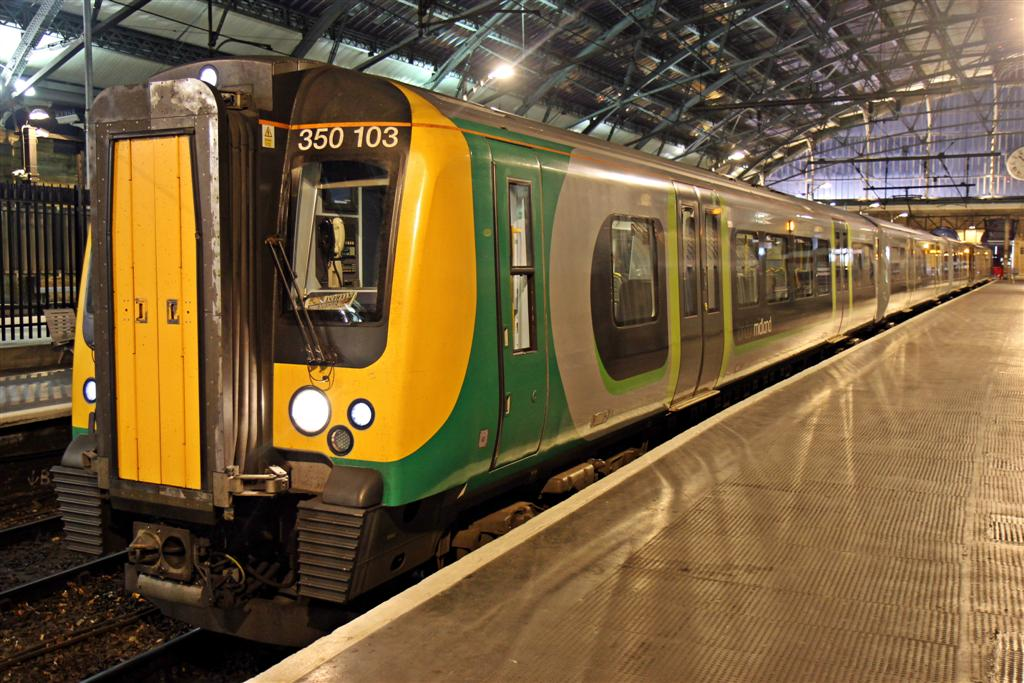
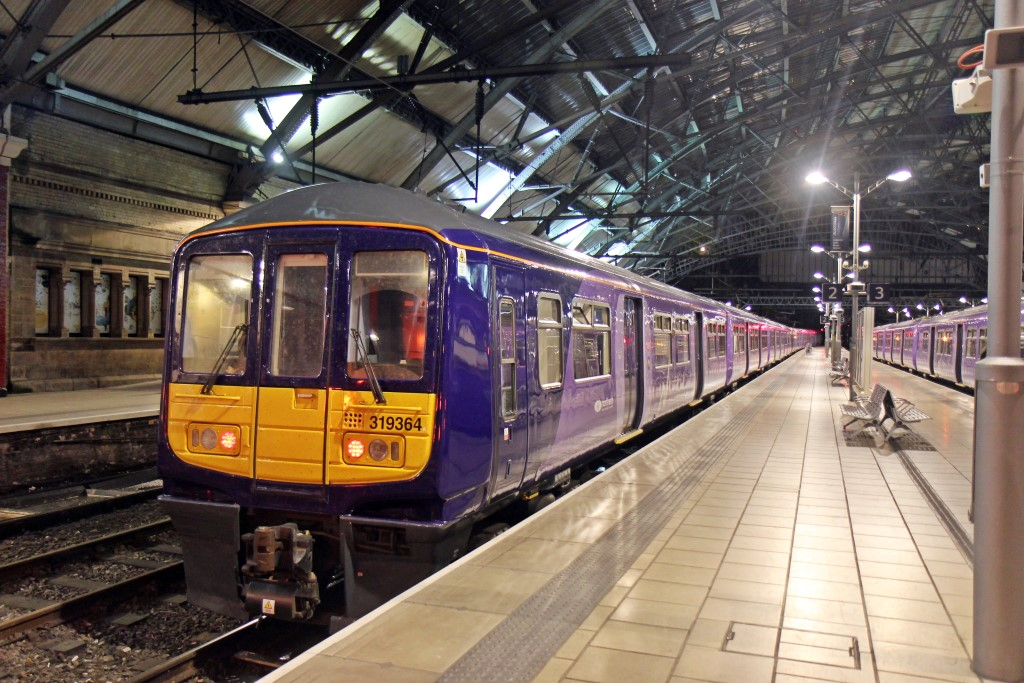
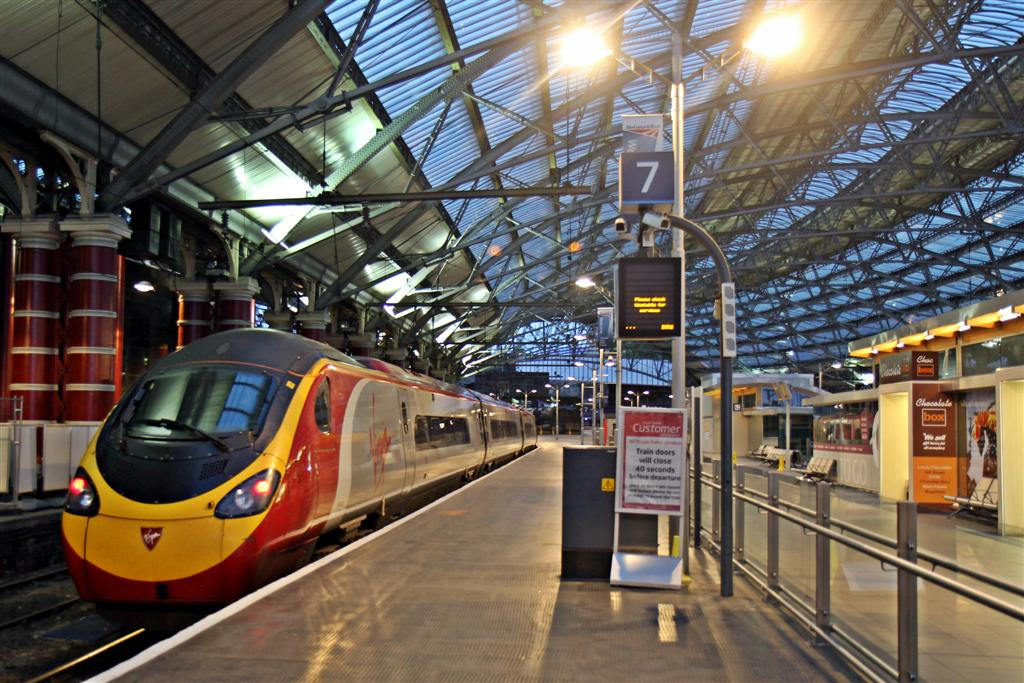
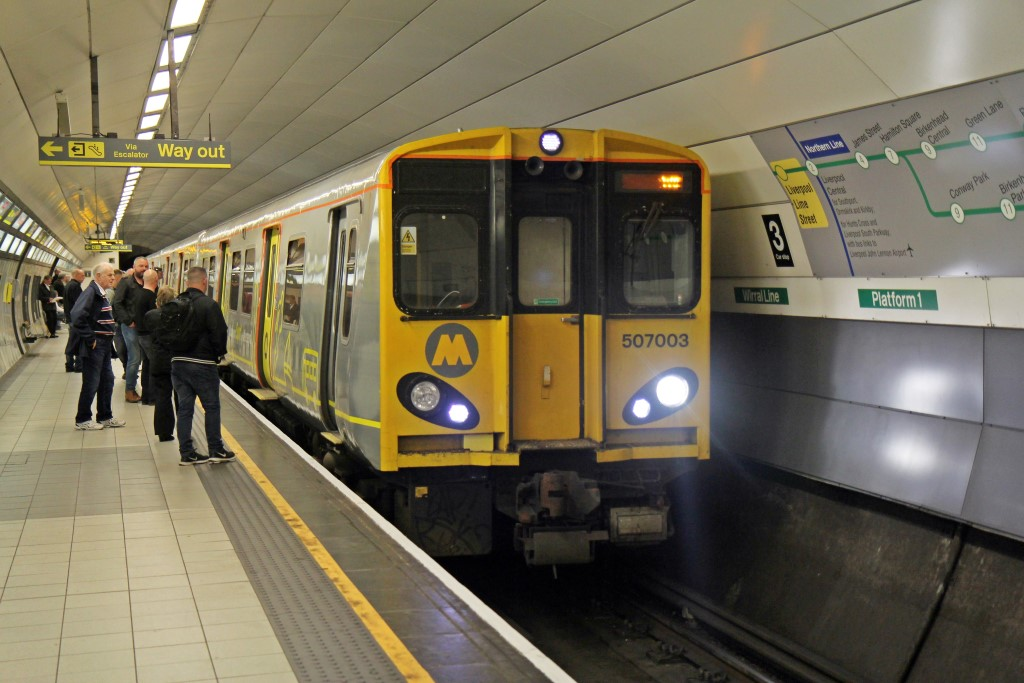